# 圣洛朗迪布瓦
圣洛朗迪布瓦（法語：Saint-Laurent-du-Bois，法語發音：[sɛ̃ lɔʁɑ̃ dy bwa]）是法国吉伦特省的一个市镇，属于朗贡区。

## 地理
圣洛朗迪布瓦（44°38'8"N, 0°8'8"W）面积7.41 平方千米，位于法国新阿基坦大区吉倫特省，该省份为法国西南部沿海省份，是法國本土面积最大的省，北起滨海夏朗德省，西临大西洋，南至朗德省，东南接洛特-加龍省，东临多爾多涅省。
与圣洛朗迪布瓦接壤的市镇（或旧市镇、城区）包括：圣费利克斯-德丰科德、卡斯泰尔维耶勒、戈尔纳克、圣埃克叙佩里、圣富瓦拉隆格、圣洛朗迪普朗、圣马夏尔。
圣洛朗迪布瓦的时区为UTC+01:00、UTC+02:00（夏令时）。

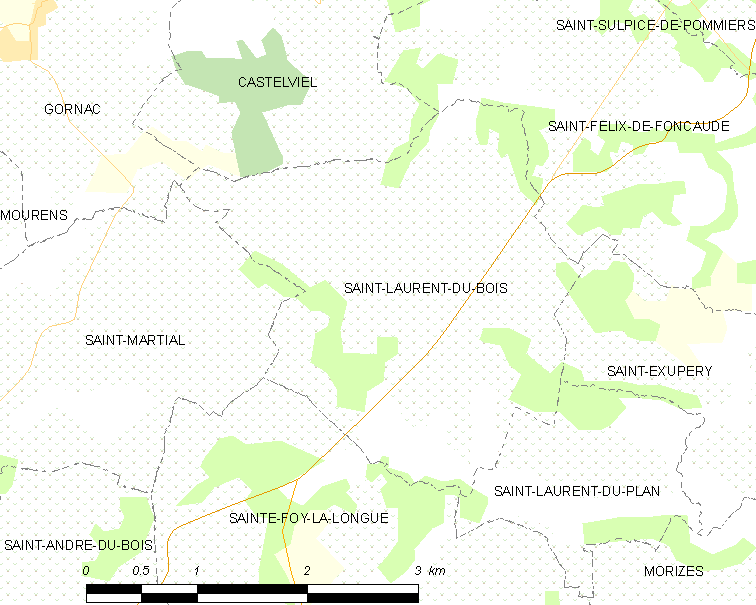
圣洛朗迪布瓦的OSM定位图

## 行政
圣洛朗迪布瓦的邮政编码为33540，INSEE市镇编码为33427。

## 政治
圣洛朗迪布瓦所属的省级选区为海间县。

## 人口

1962-2008年间圣洛朗迪布瓦人口变化图示

圣洛朗迪布瓦于2022年1月1日时的人口数量为257人。